# Scott Baker (biologiste)
Pour les articles homonymes, voir Scott Baker et Baker.
C. Scott Baker, né le 10 août 1954 à Birmingham (Alabama), est un biologiste spécialiste des cétacés. Il est directeur associé de l'Institut des mammifères marins de l'université d'État de l'Oregon. Il est aussi professeur adjoint de biologie et d'évolution à l’université d'Auckland et éditeur du Journal of Heredity.

## Biographie
Baker fait ses études au New College of Florida puis sa thèse de doctorat sur les baleines à bosse à l'université d'Hawaï. Il travaille ensuite sur la génétique moléculaire au Laboratory of Genomic Diversity, Institut national du cancer (1987–1988).
À partir de 1994 il devient délégué de la commission scientifique de la Commission baleinière internationale pour la Nouvelle-Zélande ou les États-Unis, et membre du Cetacean Specialist Group de l'UICN.
En 1993-1994, Baker dirige des études de génétique moléculaire sur les produits à base de baleine vendus au Japon et en Corée du Sud,. Les méthodes moléculaires utilisée dans cette étude pour identifier les baleines, dauphins et marsouins dans ces études ont été implémentées dans le programme DNA-Surveillance,.
En 2001, Baker reçoit la médaille de bronze en sciences et technologies de la Royal Society of New Zealand pour son travail sur la génétique de la conservation. En 2007 il devient rédacteur en chef du Journal of Heredity, le journal de l'American Genetic Association (en).
Baker conseille et participe au documentaire The Cove et au documentaire de la National Geographic Channel Kingdom of the Blue Whale.